# 馬赫沙赫爾港
馬赫沙赫爾港（波斯語：‎）是伊朗的城市，位於該國西南部，由胡齊斯坦省負責管轄，毗鄰與伊拉克接壤的邊境，距離首都德黑蘭1,035公里，海拔高度3米，2006年人口109,927。